# Regimento Wiltshire
O Regimento Wiltshire (Duque de Edimburgo) foi um regimento de infantaria do Exército Britânico, formado em 1881 pela fusão do 62º Regimento de Pés (Wiltshire) e o 99º Regimento de Pés do Duque de Edimburgo (Lanarkshire). Após serviço na Primeira e Segunda Guerra Mundial, foi unido ao Regimento Real do Duque de Edimburgo (Berkshire e Wiltshire) em 1959.